# Gare de Schwindratzheim
Gare de Schwindratzheim – przystanek kolejowy w Schwindratzheim, w departamencie Dolny Ren, w regionie Grand Est, we Francji.
Jest przystankiem kolejowym Société nationale des chemins de fer français (SNCF), obsługiwaną przez pociągi TER Alsace.